# کلاید کون
 کلاید کون (انگلیسی: Clyde Cowan؛ زاده ۶ دسامبر ۱۹۱۹ درگذشته ۲۴ مهٔ ۱۹۷۴) یک دانشمند اهل ایالات متحده آمریکا بود.